# 1986년 세제개혁법
1986년 세제개혁법(영어: Tax Reform Act of 1986, TRA)은 제99대 미국 의회를 통과하여 1986년 10월 22일 로널드 레이건 대통령이 서명하여 법률이 되었다.
1986년 세제개혁법은 레이건 대통령 2기 행정부의 최우선 국내 과제였다. 이 법은 연방 소득세율을 낮추고, 세율 구간을 줄이며, 최고 세율을 50%에서 28%로 인하했다. 또한 이 법은 근로 장려 세제, 표준 공제 및 개인 면제를 확대하여 약 6백만 명의 저소득 미국인을 과세 기반에서 제외했다. 이러한 감세를 상쇄하기 위해 이 법은 대체 최저세를 인상하고 임대 주택, 개인 은퇴 계좌 및 감가상각을 포함한 많은 세금 공제를 폐지했다.
세제 개혁은 세수 중립적일 것으로 예상되었지만, 레이건 감세의 2차 라운드(1981년 경제 회복세법 이후)로 흔히 불렸다. 이 법안은 미국 하원과 미국 상원 양원에서 다수의 지지를 받아 통과되었으며, 하원의 민주당 의장인 팁 오닐을 포함하여 의회 공화당과 민주당 모두에서 다수의 표를 얻었다.

## 통과
1984년 미국 대통령 선거에서 승리한 후 로널드 레이건 대통령은 세법 간소화를 2기 행정부 국내 의제의 핵심으로 삼았다. 세제 개혁을 지지했던 민주당 소속 하원 의장 팁 오닐과 협력하여 레이건은 양당 의원들의 상당한 반대를 극복하고 1986년 세제개혁법을 통과시켰다.

## 소득세율
1987년 과세 연도에 대한 개인 최고 세율은 50%에서 33%로 인하되었다. 많은 하위 세율 구간이 통합되었고, 최저 세율(부부 합산 신고)의 상위 소득 수준은 연간 5,720달러에서 29,750달러로 인상되었다. 이 패키지는 궁극적으로 세율 구간을 15단계 소득에서 4단계 소득으로 통합했다. 표준 공제, 개인 면제 및 근로 소득 공제 또한 확대되어 6백만 명의 저소득 미국인이 소득세 목록에서 제외되었고 모든 소득 수준에서 소득세 부담이 줄어들었다. 더 높은 표준 공제는 많은 개인에게 세금 신고서 작성을 상당히 간소화했다.
1987년 과세 연도를 위해 이 법은 15%/28%/33%의 누진 세율 구조를 제공했다. 1988년 과세 연도부터 이 법은 15%/28%/33%의 명목 세율 구조를 제공했다. 그러나 1988년부터 특정 수준 이상의 과세 소득을 가진 납세자는 약 28%의 실효 세율로 과세되었다. 이는 "부시 세금 인상"으로 알려진 1990년 옴니버스 예산 조정법에서 폐지되었는데, 이는 그의 납세자 보호 서약을 위반한 것이었다.

## 세금 인센티브
또한 이 법은 자가 주택에 대한 투자를 임대 주택에 비해 장려하는 인센티브를 증가시켰다. 이 법 이전에는 모든 개인 이자가 공제 가능했다. 이후에는 주택 담보 대출 이자만이 공제 가능했으며, 주택 담보 대출 이자도 포함되었다. 이 법은 임대 부동산의 감가상각 기간을 15-19년에서 27.5년으로 연장함으로써 임대 주택에 대한 많은 투자 인센티브를 단계적으로 폐지했다. 또한 수동적 손실 공제를 폐지하여 부동산 투자를 위축시켰다. 저소득층이 자가 주택보다는 임대 주택에 거주할 가능성이 더 높다는 점에서 이 법 조항은 저소득층이 접근할 수 있는 주택의 신규 공급을 감소시키는 경향이 있었을 수 있다. 저소득 주택 세금 공제는 이러한 균형을 맞추고 저소득층을 위한 다가구 주택 투자를 장려하기 위해 이 법에 추가되었다.
또한, 신용카드 빚과 같은 소비자 대출에 대한 이자는 더 이상 공제되지 않았다. 이전보다 훨씬 높은 급여를 최근에 받기 시작한 사람들을 위해 세금을 줄여주던 기존의 세법 조항인 소득 평균화는 폐지되었다 (나중에 부분적으로 복원되었지만, 1997년에는 농민을 위해, 2004년에는 어부를 위해). 그러나 이 법은 개인 면세와 표준 공제를 늘렸다.
개인 은퇴 계좌(IRA) 공제는 엄격하게 제한되었다. IRA는 1974년 직원 퇴직 소득 보장법의 일부로 만들어졌으며, 연금 계획에 가입하지 않은 직원은 $1500 또는 소득의 15% 중 적은 금액을 기부할 수 있었다. 1981년 경제 회복세법(ERTA)은 연금 계획 조항을 제거하고 기부 한도를 $2000 또는 소득의 100% 중 적은 금액으로 인상했다. 1986년 세제개혁법은 $2000의 기부 한도를 유지했지만, 연금 계획 가입 및 중상위 소득 가구에 대한 공제 가능성을 제한했다. 비공제 기부는 허용되었다.
감가상각 공제도 축소되었다. ERTA 이전에는 감가상각이 재무부가 제공하는 "유효 수명" 계산을 기반으로 했다. ERTA는 "가속화된 비용 회수 시스템"(ACRS)을 설정했다. 이것은 기술 장비의 경우 3년, 비기술 사무실 장비의 경우 5년, 산업 장비의 경우 10년, 부동산의 경우 15년으로 일련의 유효 수명을 설정했다. TRA86은 이러한 수명을 연장했으며, 대체 최저세(AMT) 대상 납세자의 경우 더 연장했다. 이 후자의 더 긴 수명은 경제학자들이 자산의 경제적 가치와 관련된 실제 수명을 결정하는 데 사용한 개념인 "경제적 감가상각"에 근접한다.
확정 기여(DC) 연금 기여금은 축소되었다. TRA86 이전의 법률은 DC 연금 한도가 보상의 25% 또는 30,000달러 중 적은 금액이었다. 이는 선택적 이연과 이익 공유 기여금의 어떤 조합으로든 달성될 수 있었다. TRA86은 인플레이션에 연동된 $7000의 선택적 이연 한도를 도입했다. 이익 공유 비율은 모든 직원에게 균일해야 하므로, 이는 401(k) 및 기타 유형의 DC 연금 계획에 더 공정한 기여를 하는 의도된 결과를 가져왔다.
1986년 세제개혁법은 사기업 고용주에 대한 적격 연금 계획 및 403(b) 계획에 적용되는 일반 비차별 규칙을 도입했다. 이 법은 그러한 연금 계획이 고액 보수 직원을 우대하는 방식으로 차별하는 것을 허용하지 않았다. 2006년 계획 연도에 대한 계획 준수 테스트 목적상 고액 보수 직원은 2005년 계획 연도에 보수가 95,000달러를 초과한 모든 직원을 의미한다. 따라서 모든 신규 채용 직원은 정의상 비고액 보수 직원이다. 계획은 최소 적용 범위 테스트와 최소 참여 테스트를 통과하지 못하는 경우 고액 보수 직원에게 더 유리한 조건으로 혜택이나 기여를 제공할 수 없었다.

## 부정 부양 가족
이 법은 자녀를 부양 가족으로 세금 신고서에 기재하는 사람들이 자녀의 존재를 확인하기 위해 각 자녀의 사회 보장 번호를 취득하고 기재하도록 요구했다. 이 법 이전에는 세금 공제를 주장하는 부모들은 부양 자녀 수에 대해 거짓말하지 않는다는 명예 제도에 따라 운영되었다. 이 요건은 단계적으로 도입되었으며, 처음에는 5세 이상의 자녀에게만 사회 보장 번호가 필요했다. 첫 해에 이 사기 방지 변경으로 인해 부양 가족으로 청구된 수가 700만 명 줄어들었는데, 이 중 거의 전부가 존재하지 않는 자녀이거나 비양육 부모가 부당하게 세금 공제를 청구한 것으로 추정된다.

## 대체 최저세 변경
원래의 대체 최저세는 소수의 부유한 가구가 사용하는 세금 회피를 목표로 했다. 그러나 1986년 세금 개혁법은 대부분의 미국인이 받는 다른 종류의 공제를 겨냥하기 위해 AMT를 크게 확대했다. 개인 면제, 주 및 지방세, 표준 공제, 사설 활동 채권 이자, 조합비와 같은 특정 비용 및 심각한 질병을 가진 사람들을 위한 일부 의료비조차 이제 AMT를 유발할 수 있었다. 2007년 뉴욕 타임스는 "과세되지 않는 부유한 투자자들을 위한 법이 고세금 주에서 주택을 소유한 가족들에게 재조정되었다"고 보도했다.

## 수동적 손실과 조세 회피처
26 U.S.C. § 469 (수동적 활동 손실 공제 및 수동적 활동 세액 공제 제한에 관한 내용)은 많은 조세 회피처를, 특히 부동산 투자에 대한 것을 제거했다. 이는 1980년대 초중반 부동산 호황의 종식에 기여했으며, 이는 다시 미국 저축대부조합 위기의 주된 원인이 되었다.
1986년 이전에는 수동적 투자자들이 부동산 손실을 사용하여 과세 소득을 상쇄할 수 있었다. 이러한 거래에서 발생하는 손실이 더 이상 공제되지 않게 되자 많은 투자자들이 자산을 매각했고, 이는 부동산 가격 하락에 기여했다.
소규모 임대인들을 돕기 위해 1986년 세금 개혁법은 일시적으로 25,000달러의 순 임대 손실 공제를 포함시켰는데, 이는 해당 부동산이 14일 또는 임대일의 10% 중 더 큰 기간 동안 개인적으로 사용되지 않았고, 조정 총소득이 100,000달러 미만인 경우에 한했다.

## 특정 전문가를 고용하는 기술 서비스 회사의 세금 처리
내부수입법은 근로자가 세금 목적상 독립 계약자가 아닌 직원으로 분류되어야 하는 시점에 대한 정의나 규칙을 포함하고 있지 않다. 세금 처리는 주마다 다른 공통법에서 제공하는 (20)가지 요소의 적용에 따라 달라진다.
대니얼 패트릭 모이니핸 상원 의원이 발의한 섹션 1706은 1978년 세입법의 섹션 530에 하위 섹션 (d)를 추가했는데, 이는 엔지니어, 디자이너, 제도사, 컴퓨터 전문가 및 "유사 기술" 근로자에 대한 독립 계약자 분류("세이프 하버" 예외) (당시 급여세 회피)를 제거했다.
만약 국세청이 제3자 중개 회사의 근로자가 이전에 자영업자로 취급되었지만 직원으로 분류되었어야 했다고 판단하면, 국세청은 해당 제3자 중개 회사에 상당한 체납 세금, 벌금 및 이자를 부과하지만, 근로자 또는 최종 고객에게는 직접 부과하지 않는다. 이는 고객에게 직접 계약된 개인에게는 적용되지 않는다.
세법의 변경은 모이니한이 제안한 다른 법안, 즉 해외 근무 미국인의 외국 세금에 대한 법을 변경하는 법안으로 인한 세수 손실을 상쇄할 것으로 예상되었다. 적어도 한 회사는 새로운 규정에 맞춰 사업 모델을 조정했다. 1991년 재무부 연구에 따르면 기술 전문가의 세금 준수율이 모든 자영업자 중 가장 높았으며, 섹션 1706은 추가 세수 수익을 발생시키지 않고 오히려 자영업자가 직원만큼 많은 비과세 혜택을 받지 못해 손실이 발생할 수도 있음을 발견했다.
2010년 한 보고서에서 모이니한의 이니셔티브는 "IBM에 대한 특혜"로 지목되었다. 2010년 2월, 국세청 건물에 비행기를 충돌시킨 소프트웨어 전문가 조지프 스택의 유서에는 자신의 문제의 원인이 섹션 1706 세법 변경을 포함한 여러 요인에 있다고 언급하며 모이니한 상원 의원의 이름까지 거론했지만, 중개 회사는 언급되지 않았고, 세금 신고 불이행이 인정되었다.

## 내부수입법의 명칭
이 법의 섹션 2(a)는 또한 내국세입법의 명칭을 1954년 내부수입법에서 1986년 내국세입법으로 공식적으로 변경했다. 이 법은 1954년 법에 수많은 개정안을 만들었지만, 1954년 법의 전체 구조를 재제정하거나 실질적으로 재정리 또는 재구성한 것은 아니었다. 따라서 1954년 이후(1986년 이후 포함)의 세법은 비록 현재는 1986년 법이라고 불리지만, 1954년 법에 대한 개정안의 형태를 취했다.

### 참고 문헌
- Brands, H.W. (2015). 《Reagan: The Life》. New York: Doubleday.